# Partit de les Regions
El Partit de les Regions (ucraïnès Партія регіонів Partija rehioniv, PR, rus Партия регионов) va ser el partit polític prorús més gran prohibit a Ucraïna. Es va crear el 26 d'octubre de 1997 amb el nom de Partit del Renaixement Regional d'Ucraïna i va participar per primera vegada en les eleccions parlamentàries ucraïneses de 1998 amb aquest mateix nom.
En diferents moments, els líders del partit van ser Mikola Azàrov (2001), Víktor Ianukòvitx (2003) i Volodímir Rybak (2014). Fins al novembre del 2004, el partit donava suport al president Leonid Kutxma i, posteriorment, a Víktor Ianukòvitx.
Com a resposta a la Revolució Taronja del 2004, els diputats del Partit de les Regions van intentar sense èxit separar les regions meridionals i orientals del país per formar la República Autònoma del Sud-est d'Ucraïna. Durant la Revolució de la Dignitat del 2014, que va culminar amb l'enderrocament de Víktor Ianukòvitx, el partit va perdre gran part de la seva influència política i, a finals del 2014, va deixar d'operar de facto. Aquell mateix any, el partit va fer un rebranding parcial canviant el seu nom a Bloc Opositor, però es va registrar oficialment com un nou partit polític. La majoria dels antics diputats del Partit de les Regions es van unir a aquesta nova formació.
El 21 de febrer de 2023, el Vuitè Tribunal Administratiu d'Apel·lació de Lviv va acceptar la demanda del Servei de Seguretat d'Ucraïna (SBU) i del Ministeri de Justícia, i va prohibir el partit.

## Origen
El 18 de juliol de 2000, els líders de cinc partits polítics, inspirats per Petrò Poroixenko, president de Solidaritat, va anunciar la seva disposició a unir els seus partits en una sola entitat. El 18 de novembre de 2000, cinc entitats polítiques: el Partit del Renaixement Regional d'Ucraïna, Solidaritat, el Partit del Treball, el Partit per la Bella Ucraïna i el Partit Nacional de Pensionistes, es van fusionar en la nova estructura i nomenà tres copresidents: Volodímir Ribak del Partit de Renaixement Regional d'Ucraïna, Petrò Poroixenko i Valentín Landik, president del Partit del Treball.
Se'ls van unir, entre altres Leonid Txernovetski (futur alcalde de Kíiv) i Mikola Azàrov, un antic aliat de l'aleshores president Leonid Kutxma, que va ser elegit líder del partit el març del 2001, però va renunciar al càrrec al desembre del mateix any. El seu successor va ser el viceprimer ministre Volodímir Seminojenko. El desembre del 2001 el membre del Partit de les Regions Igor Iúsxko va ser nomenat Ministre de Finances d'Ucraïna.
Els crítics van al·legar que els diputats van ser "atrets" d'altres faccions de la pressió i els analistes afirmen que la majoria d'ells no tenia res a veure amb el nou partit. Nou dels disset membres de la facció tenia les seves arrels polítiques i empresarials de l'óblast de Donetsk. El 20 de març 2001 de Solidaritat va anunciar que "eren com un sol bloc".

## El període 2002-2004
A les eleccions al Parlament d'Ucraïna del 2002 es presentà en el bloc electoral Per Ucraïna Unida, liderat per Volodymyr Semynozhenko. Del 2002 al 2004 Víktor Ianukòvitx fou Primer Ministre d'Ucraïna.
El partit va canviar la seva ideologia política a l'esquerra i va arribar a ser molt més de naturalesa populista abans de les eleccions presidencials ucraïneses del 2004 i, en conseqüència, Ianukòvitx va guanyar una gran part de l'electorat del Partit Comunista a Ucraïna Oriental. El partit va anunciar el suport per fer del rus el segon idioma oficial Ucraïna, una política exterior prorussa, i l'augment de la despesa social. Advoca també per la ideologia regionalista, i molts membres donen suport fer d'Ucraïna una federació.

## La revolució taronja
El Partit de les Regions anà a l'oposició després que el seu candidat, Víktor Ianukòvitx, va perdre les eleccions presidencial del 2004. El líder del partit va proclamar al principi la victòria electoral, però les fortes denúncies de frau electoral van provocar una sèrie d'esdeveniments comunament coneguda com la "Revolució Taronja". En la repetició de les eleccions presidencials ordenades per la Cort Suprema del país, Víktor Ianukòvitx va perdre les eleccions davant Víktor Iúsxenko.
El partit afirmà ser víctima d'una campanya de persecució política organitzada pel nou govern. També perquè Borys Kolesnykov, el cap del partit al Consell Regional de Donetsk, va ser detingut l'abril del 2005 i acusat d'extorsió criminal. El Partit de les Regions sostenia que era un acte de repressió política, mentre que les autoritats creien que Kolesnykov tenia vincles amb la delinqüència organitzada i la seva detenció era una qüestió purament penal. Posteriorment ha estat absolt dels càrrecs i alliberats de la presó preventiva.

## Les eleccions de 2006 i 2007
A les eleccions al Parlament d'Ucraïna de 2006 el partit va obtenir el 32,12% dels vots i 186 (de 450) escons a la Rada Suprema (Parlament ucraïnès), que formaren el grup parlamentari més gran. El 6 de juliol de 2006 el Partit Socialista d'Ucraïna va abandonar la "coalició taronja" entre La Nostra Ucraïna i el Bloc Iúlia Timoixenko, després del fracàs de cada bloc per arribar a un acord sobre la formació d'un govern de coalició.
El 10 de juliol de 2006 es formà una nova majoria parlamentària anomenada "coalició anti-crisi", liderada pel Partit de les Regions amb el Partit Socialista d'Ucraïna i el Partit Comunista d'Ucraïna, i nominaren Víktor Ianukòvitx primer ministre. La coalició es va mantenir en funcions fins a les eleccions anticipades de setembre de 2007.
| Resultats del PR per regions a les eleccions de 2006 | Resultats del PR per regions a les eleccions de 2006 |

En les eleccions al Parlament d'Ucraïna del 2007 el partit va obtenir 175 escons (perdent 11 escons) dels 450, amb un 34,37% de la votació nacional total. El partit va rebre el major nombre de vots amb una oscil·lació de 2,23% en comparació amb la votació del 2006. Poc abans el Partit Republicà d'Ucraïna i Treball d'Ucraïna es van unir al Partit de les Regions.
Després de la formació d'un govern de coalició entre el Bloc la Nostra Ucraïna-Autodefensa Popular i el Bloc Iúlia Timoixenko i l'elecció de Iúlia Timoixenko com a primer ministre el 18 de desembre de 2007 el Partit de les Regions va passar a l'oposició parlamentària.
A la primera volta de les eleccions presidencials ucraïneses del 2010 està en joc la presidència d'Ucraïna entre el líder del Partit de les Regions Víktor Ianukòvitx pro-rus i la pro-europeista Iúlia Timoixenko